# Estació de Biologia Marina d'Inhaca
L'Estació de Biologia Marina d'Inhaca (en portuguès: Estação de Biologia Marítima de Inhaca), és un centre de recerca depenent de la Universitat Eduardo Mondlane. Està situat a l'illa d'Inhaca, a 32 quilòmetres de Maputo, la capital de Moçambic.

## Història

### Formació
A principis del segle xx, nombrosos científics es van mostrar interessats a estudiar el peculiar ecosistema, que s'hi pot trobar; tant de l'illa d'Inhaca, com de la badia de Maputo. A partir de 1921, un grup d'investigadors de la Universitat del Witwatersrand, a Sud-àfrica van començar a realitzar recerques de camp a l'illa.
Amb l'objectiu de facilitar les tasques de recerca científica a l'illa, en 1947, les autoritats colonials portugueses, que controlaven el territori de l'actual Moçambic, arriben a un acord amb els científics de la universitat de Witwatersrand. Aquests últims aportarien equips i llibres, mentre que el govern de Portugal, construiria les instal·lacions a l'illa.
Per 1963, l'estació de biologia era una dependència de la Direcção dos Serviços da Marinha. Aquest mateix any, va ser transferida a l'Institut de Recerca Científica de Moçambic (en portuguès: Instituto de Investigação Científica de Moçambique).
En 1975, l'Institut de Recerca Científica de Moçambic va ser integrat al Departament de Biologia de la universitat de Lourenço Marques, que després de la independència va passar a denominar-se Universitat Eduardo Mondlane, la principal casa d'alts estudis de Moçambic.

### Reserva natural
El 25 de juliol de 1965, la totalitat de l'illa dels Portuguesos, i algunes parts de l'illa de la Inhaca, entre les quals calen destacar, els manglars, llacunes i zones d'esculls de coral propers a la costa, van ser declarats "reserves naturals parcials" pel govern de Moçambic.
D'acord amb el que es disposa en el Diploma Legislatiu Nº 2496, del 4 de juliol de 1964, una reserva parcial és una àrea on s'estableix la prohibició de caçar animals, excepte amb finalitats científiques. La gestió d'aquestes reserves naturals va ser encomanada a l'estació de biologia.